# 比于恩
比于恩（挪威語：Bjugn）是挪威原南特伦德拉格郡已撤销的市镇，存在於1853年至2020年間。2020年1月1日合并至歐蘭市镇。
合并前该市镇面积为384平方公里，人口4,864人，人口密度为每平方公里13.7人。